# Trofeo Città di San Vendemiano
Il Trofeo Città di San Vendemiano - Gran Premio Industria e Commercio è una corsa in linea maschile di ciclismo su strada che si svolge annualmente a San Vendemiano, in Italia. Dal 2008 fa parte del circuito UCI Europe Tour come gara di classe 1.2U, aperta quindi ai soli ciclisti di categoria Under-23.
La prima edizione della corsa fu disputata nel 1947 con la denominazione di Gran Premio Industria e Commercio di San Vendemiano, successivamente acquisendo l'attuale denominazione dal 2008.

## Albo d'oro
Aggiornato all'edizione 2025.
| Anno                                                | Vincitore               | Secondo            | Terzo                 |
| Gran Premio Industria e Commercio di San Vendemiano |                         |                    |                       |
| --------------------------------------------------- | ----------------------- | ------------------ | --------------------- |
| 1947                                                | Giovanni Sem            |                    |                       |
| 1948-51                                             | non disputato           |                    |                       |
| 1952                                                | Giuseppe Fornasiero     |                    |                       |
| 1953                                                | non disputato           |                    |                       |
| 1954                                                | Alfredo Sabbadin        |                    |                       |
| 1955                                                | non disputato           |                    |                       |
| 1956                                                | Pietro Zoppas           |                    |                       |
| 1957                                                | non disputato           |                    |                       |
| 1958                                                | Mario Vallotto          |                    |                       |
| 1959-65                                             | non disputato           |                    |                       |
| 1966                                                | Gianfranco Bianchin     |                    |                       |
| 1967                                                | Giannino Bianco         |                    |                       |
| 1968                                                | Marino Conton           |                    |                       |
| 1969                                                | Loris Zampieri          |                    |                       |
| 1970                                                | Selvino Poloni          |                    |                       |
| 1971                                                | Enzo Brentegani         |                    |                       |
| 1972                                                | Dorini Vanzo            |                    |                       |
| 1973                                                | Adriano Brunello        |                    |                       |
| 1974                                                | Luigino Dassie          |                    |                       |
| 1975                                                | Emiel Gijsemans         |                    |                       |
| 1976                                                | Natalino Bonan          |                    |                       |
| 1977                                                | Carlo Tonon             |                    |                       |
| 1978                                                | Nazzareno Berto         |                    |                       |
| 1979                                                | Gastone Martini         |                    |                       |
| 1980                                                | Carlo Tonon             |                    |                       |
| 1981                                                | Claudio Argentin        |                    |                       |
| 1982                                                | Sergio Scremin          |                    |                       |
| 1983                                                | Maurizio Volpato        |                    |                       |
| 1984                                                | Luciano Bottaro         |                    |                       |
| 1985                                                | Fabio Parise            |                    |                       |
| 1986                                                | Silvano Lorenzon        |                    |                       |
| 1987                                                | Fausto Boreggio         |                    |                       |
| 1988                                                | Stefano Checchin        |                    |                       |
| 1989                                                | Dario Bottaro           | Ivan Parolin       | Stefano Cattai        |
| 1990                                                | Mirko Gualdi            | William Chiementin | Sergio Girardi        |
| 1991                                                | Gabriele Valentini      | Daniele Sgnaolin   | Sandro Modonutti      |
| 1992                                                | Mirko Gualdi            | Marco Rosani       | Paolo Lanfranchi      |
| 1993                                                | Luca Prada              | Denis Zanette      | Roberto Menegotto     |
| 1994                                                | Daniele Giacomin        | Ilario Scremin     | Luca Prada            |
| 1995                                                | Marco Fincato           | Michele Favaron    | Michele Bedin         |
| 1996                                                | Marzio Bruseghin        | Rodolfo Ongarato   | Alessandro Romio      |
| 1997                                                | Ivan Basso              | Jan Valach         | Massimo Mestriner     |
| 1998                                                | Oleg Grishkine          | Emanuele Negrini   | Gianluca Nicole       |
| 1999                                                | Michele Michielin       | Olexandr Klimenko  | Andrei Karpatchev     |
| 2000                                                | Aleksandar Nikacevic    | Giancarlo Ginestri | Manuel Bortolotto     |
| 2001                                                | Stefano Lugana          | Sergey Krushevskiy | Alessandro Ballan     |
| 2002                                                | Ivan Ravaioli           | Ezio Casagrande    | Claudio Corioni       |
| 2003                                                | Giancarlo Ginestri      | Emanuele Sella     | Nicola Scattolin      |
| 2004                                                | Fabrizio Galeazzi       | Matej Mugerli      | Drasutis Stundzia     |
| 2005                                                | Nicola Del Puppo        | Drasutis Stundzia  | Davide Bragazzi       |
| 2006                                                | Maksim Bel'kov          | Davide Battistella | Massimiliano Turco    |
| 2007                                                | Sacha Modolo            | Oleg Berdos        | Alessandro Garziera   |
| Trofeo Città di San Vendemiano                      |                         |                    |                       |
| 2008                                                | Simon Clarke            | Giorgio Cecchinel  | Blaz Furdi            |
| 2009                                                | Alessandro Mazzi        | Thomas Tiozzo      | Enrico Battaglin      |
| 2010                                                | Stefano Agostini        | Andrea Vaccher     | Enrico Battaglin      |
| 2011                                                | Michele Gazzara         | Mario Sgrinzato    | Patrick Lane          |
| 2012                                                | Enrico Barbin           | Daniele Dall'Oste  | Jakub Novak           |
| 2013                                                | Mark Dzamastagic        | Tim Mikelj         | Gianluca Miliani      |
| 2014                                                | Giacomo Berlato         | Caleb Ewan         | Simone Andreetta      |
| 2015                                                | Gianni Moscon           | Stefano Nardelli   | Robert Power          |
| 2016                                                | Simone Consonni         | Filippo Ganna      | Nicola Bagioli        |
| 2017                                                | Nicola Conci            | Jai Hindley        | Edward Dunbar         |
| 2018                                                | Alberto Dainese         | Francesco Romano   | Francesco Di Felice   |
| 2019                                                | Andrea Bagioli          | Martin Marcellusi  | Marco Murgano         |
| 2020                                                | Antonio Tiberi          | Kevin Colleoni     | Matteo Baseggio       |
| 2021                                                | Paul Lapeira            | Jacopo Menegotto   | Mattia Petrucci       |
| 2022                                                | Federico Guzzo          | Fran Miholjević    | Germán Dario Gómez    |
| 2023                                                | Anders Foldager         | Andrea Debiasi     | Giosuè Epis           |
| 2024                                                | Florian Samuel Kajamini | Nicolò Arrighetti  | Ludovico Crescioli    |
| 2025                                                | Marco Schrettl          | José Juan Prieto   | Filippo Agostinacchio |